# Mijndert Bertram
Mijndert Bertram (* 9. Juli 1954; † 12. Juli 2009 in Celle) war ein deutscher Historiker und ehemaliger Leiter des Bomann-Museums in Celle.

## Leben
Mijndert Bertram studierte an der Universität Hannover, an der er 1987 seine Dissertation vorlegte zum Thema Staatseinheit und Landesvertretung. Die erste oder provisorische Allgemeine Ständeversammlung des Königreiches Hannover und ihre definitive Organisation (1814–1819).
Von 1993 bis 1999 leitete Bertram als Direktor das Bomann-Museums in Celle.
Das Stadtarchiv Celle leitete er von 2001 bis 2002.

## Schriften (Auswahl)
- Staatseinheit und Landesvertretung. Die erste oder provisorische Allgemeine Ständeversammlung des Königreiches Hannover und ihre definitive Organisation (1814–1819), Dissertation 1987 an der Universität Hannover, 1987
- 75 Jahre Zentrale Wasserversorgung Lehrte : 1912–1987. Ein kommunaler Eigenbetrieb im Wandel der Zeit, Stadt Lehrte, Städtische Wasserversorgung, Lehrte 1987
- April 1945. Der Luftangriff auf Celle und das Schicksal der KZ-Häftlinge aus Drütte (= Schriftenreihe des Stadtarchivs Celle und des Bomann-Museums, Bd. 18), Celle 1989, ISBN 978-3-925902-09-3 und ISBN 3-925902-09-0
- Juliane Schmieglitz-Otten, Mijndert Bertram (Konzeption, Text): 700 Jahre junges Celle, Hrsg.: Stadt Celle, Der Oberstadtdirektor, 1991, ISBN 978-3-925902-12-3 und ISBN 3-925902-12-0
- Celle. Eine deutsche Stadt vom Kaiserreich zur Bundesrepublik, Bd. 1: Das Zeitalter der Weltkriege, Hrsg.: Stadt Celle, Celle 1993, ISBN 3-925902-15-5
- Mijndert Bertram (Red.): Celle '45. Aspekte einer Zeitenwende. Begleitpublikation zur Ausstellung im Bomann-Museum Celle vom 13. April bis 24. September 1995, Celle: Bomann-Museum, 1995, ISBN 978-3-925902-21-5 und ISBN 3-925902-21-X
- Günther Flemming (Hrsg.), Mijndert Bertram (Mitarb.): Hommage à Eberhard Schlotter (= Bargfelder Bote, Lieferung 207/208 1996), München: Ed. Text und Kritik, 1996, ISBN 978-3-921402-50-4 und ISBN 3-921402-50-6
- „... unsere große Zeit festzuhalten“. Die Celler Heimatschriftstellerin Carla Meyer-Rasch und ihre Auseinandersetzung mit dem Nationalsozialismus (= Kleine Schriften zur Celler Stadtgeschichte, Bd. 5), Celle: Stadtarchiv, 2002, ISBN 978-3-925902-43-7 und ISBN 3-925902-43-0
- Georg II. König und Kurfürst. Eine Biografie, MatrixMedia Verlag, Göttingen 2003, ISBN 3-932313-07-0
- Das Königreich Hannover. Kleine Geschichte eines vergangenen deutschen Staates, 2. Auflage, Hahn, Hannover 2004, ISBN 3-7752-6121-4
- 8. April 1945. Celle – ein Luftangriff, ein Massenmord und die Erinnerung daran, in Detlef Garbe, Carmen Lange (Hrsg.): Häftlinge zwischen Vernichtung und Befreiung, hrsg. im Auftrag der KZ-Gedenkstätte Neuengamme, Bremen, 2005, S. 127

## Archivalien
Archivalien von über Mijndert Bertram finden sich beispielsweise
- als Zeitungsartikel von Michael Ende: Dr. Mijndert Bertram: Celler Historiker sucht Zeugen der unmittelbaren Nachkriegszeit / Wer erinnert sich ans „Veronika-Unwesen“ in Celle? Zeugen der unmittelbaren Nachkriegszeit in Celle sucht der heimische Historiker Mijndert Bertram. In: Cellesche Zeitung vom 6. Oktober 2006; Zusatzinformation: „Die von britischen Pionieren erbaute Behelfsbrücke über die Aller prägte in der Nachkriegszeit den nördlichen Zugang zur Celler Altstadt“; Stadtarchiv Celle, Archivsignatur StadtA CE P 21392[3]
- als Aktenauszüge: zur Geschichte der Stadt Celle im 20. Jahrhundert; Stadtarchiv Celle, Archivsignatur StadtA CE, N 55, Nr. 0013 und folgende[4]
- als Befragung von Zeitzeugen; Stadtarchiv Celle, Archivsignatur StadtA CE, N 55, Nr. 0001[5]